# حزب کمونیست ایرلند
حزب کمونیست ایرلند ( ایرلندی: Páirtí Cumannach na hÉireann) (به اختصار: CPI) یک حزب با ایدئولوژی مارکسیسم_لنینیسم در ایرلند است که در سال ۱۹۹۳ تاسیس شد. این حزب عضو نشست بین‌المللی احزاب کمونیست و کارگران است.
از ابتدا به عنوان گروه های انقلابی کارگران، واقع در خانه کانلی در دوبلین، برجسته ترین عضو اولیه جیمز لارکین جن (فرزند جیمز لارکین ) بود. پس از تحت حکومت دولت را غیر قانونی اعلام دابلیو. تی. کاسگریو در سال ۱۹۳۱ (به عنوان بخشی از سرکوب گسترده تر در پیدر اودانل را در سال ۱۹۳۲ قانونی شد ایمون دو والرا دولت را و پس از آن تغییر نام داد و حزب کمونیست ایرلند در سال ۱۹۳۳ به سرپرستی شان موری ، که در مدرسه لنین در مسکو تحصیل کرده بود.
برخی از کمونیستهای ایرلندی با وارد شدن ایرلند به جنگ جهانی دوم مخالفت کردند؛ به ویژه سربازانی که به اجبار در نیروهای مسلح انگلیس دز ایرلند شمالی جنگ می‌کردند. برخی از اعضا از جمله دبر کل سی پی آی، مایکل اوریوردان در زمان اورژانس در اردوگاه کوراغ نگهداری می‌شدند. از آنجا که اتحاد جماهیر شوروی پس از سال ۱۹۴۱ بیشتر درگیر جنگ شد، این مسئله دشوارتر شد و حزب از هم گسست. حزب کمونیست ایرلند شمالی تحت سلطه پروتستان ها به هیئت جداگانه ای تبدیل شد و اعضای حزب  در بیست و شش شهرستان وارد حزب کارگر ایرلند شدند.
در سال ۱۹۷۰، حزب کارگران ایرلند و حزب کمونیست ایرلند شمالی با ادغام دو حزب خودشان به حزب کمونیست ایرلند پیوستند. در طول دوره جنگ سرد، حزب کمونیست ایرنلد مدافع سرسخت اتحاد جماهیر شوروی و دستاوردهای آن بود. با وجود مشکلات، حزب حتی توانست اسلحه ای را برای جناحی که IRA رسمی شد تهیه کند . این حزب از انقلاب کوبا و کارزارهایی مانند شش بیرمنگام پشتیبانی نزدیک کرد. انشعابات جزئی از این شامل انجمن مارکسیست ایرلندی با الهام از کمونیسم اروپایی بود.

## تاریخچه

### زمینه
اولین تلاش برای تشکیل یک حزب سیاسی کمونیست در ایرلند نتیجه حزب سوسیالیست ایرلند بود که توسط جیمز کانلی تاسیس شد و نام خود را به حزب کمونیست ایرلند تغییر داد و در سال ۱۹۲۱ به انترناسیونال کمونیست پیوست . این سازمان نسبتاً کوچک بود و در میان صفوف خود چهره هایی مانند ردی کانولی و نورا کانولی اوبراین (فرزندان جیمز کانولی ، که بعد از ظهور عید پاک کشته شد)، و همچنین نویسندگان لیام اوفلاهرتی و پیدار او در میان آنها قرار گرفت. دونل در عمل، این سازمان به شدت ضد پیمان متحد بود اما با خواسته جمهوری کارگری خود را متمایز کرد. این حزب دارای یک گروه منتخب بود، پاتریک گافنی، که از حزب کارگر ایرلند خارج شد.
این گروه پیش از آن در ۱۹۲۳ منحل و با پیوستن به ایرلندی کارگران لیگ های تاسیس جیمز لارکین به عنوان نماینده ایرلندی از کمینترن (همراه با لارکین اتحادیه کارگران ایرلند ). لارکین پس از یک دوره ناامیدی خصوصی از اتحاد جماهیر شوروی ، در سال 1928 وابستگی خود را با کمینترن قطع کرد. خواهران و برادران کانلی تلاش کردند تا جانشین حزب کارگران انقلابی و کشاورزان کارگر را راه اندازی کنند اما این کار به سختی یک ماه طول کشید. فعالان مرتبط با جیمز لارکین جن (که در مدرسه لنین در مسکو تحصیل کرده بود ) در سال 1930 با صدای کارگران ایرلند (متمایز از کارگر ایرلندی لارکین اسنر) گروههای انقلابی کارگران را بنیان نهادند تا کاملاً جایگزین اولین حزب کمونیست ایرلند شود.

### سال های اولیه
حزب امروزی در سال ۱۹۲۳ توسط گروه های کارگری انقلابی تاسیس شد. در سال ۱۹۴۱ بخشی از حزب در جمهوری ایرلند فعالیت خود را به حالت تعلیق درآورد، در حالی که در ایرلند شمالی با نام حزب کمونیست ایرلند شمالی به فعالیت خود ادامه داد. این حزب در جمهوری در سال ۱۹۴۸ با نام اتحادیه کارگران ایرلند تاسیس شد که در سال ۱۹۶۲ نام خود را به حزب کارگران ایرلند تغییر داد. این دو بخش در سال ۱۹۷۰ به عنوان حزب کمونیست ایرلند متحد شدند.
در نیمه اول قرن بیستم، حزب کمونیست نتوانست جلب توجه کند. این حزب در جنگ داخلی اسپانیا بیشتر داوطلبان ایرلندی را در سمت دولت کرد و تعدادی از اعضای خود را که در جنگ کشته شدند از دست داد. حزب کمونیست ایرلند همچنین یکی از مولفه‌های اصلی تأسیس کنگره  جمهوریخواهان  در سال ۱۹۳۴ بود که کمونیست ها، جمهوری خواهان، اتحادیه های صنفی و سازمان های مستاجران را گرد هم آورد.